# Necremnus kozlovi
Necremnus kozlovi är en stekelart som beskrevs av Storozheva 1989. Necremnus kozlovi ingår i släktet Necremnus och familjen finglanssteklar.
Artens utbredningsområde är Kazakstan. Inga underarter finns listade i Catalogue of Life.